# Рихтер, Хеньо
Хеньо Оливер Рихтер (родился 24 ноября 1963 года в г. Гамбург, Германия) — гитарист и клавишник немецкой пауер-метал группы Gamma Ray, которую создал Кай Хансен.

## Биография
Хеньо музыкант-самоучка. Он начал играть в 13 лет. Рихтер ветеран немецкой хеви-метал сцены, но Gamma Ray его первый большой коллектив. Он присоединился к ним, заменив гитариста Дирка Шлэхтера (который изменил инструмент на бас-гитару), на альбоме Somewhere Out In Space (1997). Раньше, в середине 80-х, Хеньо был участником группы Rampage, сменив Роланда Грапова. В 2001 году Хэньо был нанят Тобиасом Самметом для записи гитарных партий в его проекте Avantasia . Он также, по слухам, предложил свои услуги бывшей группы Хансена Helloween для записи альбома Rabbit Don’t Come Easy в связи с уходом их гитариста Роланда Грапова .В 2005 году он был вынужден пропустить часть тура Gamma Ray в поддержку альбома Majestic после падения с лестницы на пароме, который ходит между Швецией и Финляндией.
16 марта 2010 Рихтер был госпитализирован и прооперирован из-за отслоения сетчатки глаза. Из-за этого пришлось перенести несколько концертов Gamma Ray.
В 2011 году он попал в аварию на мотоцикле и сломал три ребра и ключицу.
В январе 2024 года его сбила машина.

## Дискография

### Gamma Ray
- Somewhere Out in Space (1997)
- Power Plant (1999)
- Blast from the Past (2000)
- No World Order (2001)
- Skeletons in the Closet (live album) (2003)
- Majestic (2005)
- Land of the Free II (2007)
- Hell Yeah! The Awesome Foursome (концертный альбом) (2008)
- To the Metal! (2010)
- Empire Of the Undead (2013)

### Avantasia
- The Metal Opera (2000)
- The Metal Opera Part II (2002)
- The Scarecrow (2008) — приглашенный музыкант
- Angel of Babylon (2010) — приглашенный музыкант
- The Flying Opera (live album) (2011) — приглашенный музыкант

### The Unity
- The Unity (2017)
- Rise (2018)

### Rampage
- Love Lights Up the Night (1983)

### В качестве гостя
- Freedom Call — Taragon (EP) (1999)
- War Kabinett — Made in Mexico (2011)
- Neopera — Destined Ways (2014)

## Заметки
1. ↑  Henjo Richter // Discogs (англ.) — 2000.
2. ↑  Гитарист Gamma Ray Хеньо Рихтер был прооперирован — Муз24.ru. Дата обращения: 13 декабря 2015. Архивировано из оригинала 4 марта 2016 года.
3. ↑  HeadBanger.ru - Хеньо Рихтер (THE UNITY, GAMMA RAY) попал под машину, объявлена временная замена. headbanger.ru. Дата обращения: 25 января 2024. Архивировано 25 января 2024 года.